# Delta Okavangoa
Delta rijeke Okavango (ili močvara Okavangoa) nalazi se u afričkoj državi Bocvani. To je najveća svjetska delta u unutrašnjosti kontinenta ili tzv. endoreička delta.
Nastala je u prostoru u kojem rijeka Okavango izlijeva svoje vode u močvarni endoreički bazen polupustinje Kalahari. U polupustinji Kalahari, gubi se većina vode zbog isparavanja i transpiracije umjesto da se ulijeva u more. Svake godine oko 11 kubičnih kilometara vode navodnjavanja prostor površine 15.000 km², a dio poplavnih voda izlučuje se u jezero Ngami. Na istočnoj strani delte prostire se nacionalni park Moremi Game Reserve. Područje je nekada bilo dio drevnog jezera Makgadikgadi, koje je najvećim dijelom presušilo tijekom ranog holocena.
Delta Okovangoa je upisana na UNESCO-ov popis mjesta svjetske baštine u Africi 2014. godine kao „gotovo nedirnuto vlažno zemljište jedinstvenih odlika koje zbog redovitih poplava tijekom sušnih razdoblja dirigira biološke cikluse mnogih biljaka i životinja, te predstavlja jedinstven primjer interakcije klimatskih, hidroloških i bioloških procesa”.

## Geografska obilježja delte

### Poplave
Delta Okavanga nastaje kao posljedica sezonskih poplava. Rijeka Okavango tijekom ljeta (u siječnju i veljači na južnoj polutci) odvodi oborinske vode iz gorja i visoravni Angole. Vodeni val za otprilike mjesec dana prijeđe udaljenost od 1200 kilometara. Voda se tijekom sljedeća četiri mjeseca (od ožujka do lipnja) proširuje deltom dugom preko 250 km i širokom 150 km. Visoka temperatura u delti je uzrok brzog isparavanja i transpiracije, što je rezultiralo ciklusom rasta i pada razine vode, koji se nije mogao u potpunosti razumjeti sve do početka 20. stoljeća. Poplava je na vrhuncu u srpnju i kolovozu, tj. u vrijeme kada su u Bocvani suhi zimski mjeseci. Delta se u tom razdoblju može povećati do tri puta pa privlači životinje iz udaljenih krajeva te stvara jednu od najvećih koncentracija divljih životinja u Africi. Poplave u delti olakšane su velikom zaravnjenošću, odnosno malom energijom reljefa. Visinska razlika terena u delti je 2 metra na 15.000 km².

## Vanjske poveznice
- okavango-delta.net  Arhivirana inačica izvorne stranice od 26. travnja 2011. (Wayback Machine) (engl.)